# (3255) Tholen
(3255) Tholen es un asteroide perteneciente al grupo de los asteroides que cruzan la órbita de Marte descubierto por Edward L. G. Bowell el 2 de septiembre de 1980 desde la Estación Anderson Mesa, en Flagstaff, Estados Unidos.

## Designación y nombre
Tholen se designó inicialmente como 1980 RA.
Más tarde, en 1987, fue nombrado en honor del físico planetario estadounidense David J. Tholen.

## Características orbitales
Tholen está situado a una distancia media de 2,372 ua del Sol, pudiendo acercarse hasta 1,508 ua y alejarse hasta 3,236 ua. Tiene una inclinación orbital de 21,35 grados y una excentricidad de 0,3641. Emplea 1334 días en completar una órbita alrededor del Sol.

## Características físicas
La magnitud absoluta de Tholen es 13,4 y el periodo de rotación de 2,95 horas. Está asignado al tipo espectral S de la clasificación SMASSII.